# Tylogonus
Tylogonus là một chi nhện trong họ Salticidae.

## Các loài
Các loài:
- Tylogonus auricapillus Simon, 1902
- Tylogonus chiriqui Galiano, 1994
- Tylogonus miles Simon, 1903
- Tylogonus parabolicus Galiano, 1985
- Tylogonus pichincha Galiano, 1985
- Tylogonus prasinus Simon, 1902
- Tylogonus putumayo Galiano, 1985
- Tylogonus vachoni Galiano, 1960
- Tylogonus viridimicans (Simon, 1901)